# 今宵その夜 (ニール・ヤングのアルバム)
『今宵その夜』（Tonight's the Night）はカナダ/アメリカのソングライターであるニール・ヤングの6枚目のスタジオ・アルバム。アルバムは1973年8月9月にかけて録音され、ほとんどは8月26日に録音されたが、リリースは1975年6月までずれ込んだ。Billboard 200チャートで最高25位に達した。2003年にローリング・ストーン誌の史上最高の500枚のアルバムの331位にリストされ、2012年版では330位に、更に2020年版では302位に上昇した。このアルバムは、ヤングが 1972 年の『ハーベスト』の大成功に続いてリリースした、いわゆる「ディッチ・トリロジー」の3番目で最後のアルバムであり、その成功と称賛の範囲をヤングが扱うのが非常に難しくなり、その後彼は音楽とキャリアからの疎外感を経験した。

## 内容
『今宵その夜』は、悲しみを直接的に表現したものである。クレイジー・ホースのギタリスト、ダニー・ウィッテンとヤングの友人でローディーのブルース・ベリーが、この曲が書かれる前の数ヶ月間に薬物の過剰摂取で死亡していた。タイトル・トラックではベリーの名前に言及しており、ウィッテンのギターとボーカルが1970年にライブで録音された「レッツ・ゴー・ダウンタウン」を際立たせている。この曲は後に、同じコンサートのライヴ・アルバム『ライブ・アット・ザ・フィルモア・イースト』に未編集で収録され、ウィッテンが唯一の作者としてクレジットされた。
ファンは長い間、『今宵その夜』の別バージョン存在すると推測してきた。ニール・ヤングの父、スコット・ヤングは回顧録 Neil and Me の中で次のように書いている：
オリジナルの録音から10年後、デイビッド・ブリッグスと私は彼とニールが共同プロデュースした『今宵その夜』について語り合った。二週間前に家で、彼は表に出していないオリジナルのテープに出くわした.「言いたいことは、ほんの一握りだ。それは容赦がない。そこには何の救いもない。それはあなたを1秒も解放しない。最初の音から最後までずっと、誰かがあなたの喉元をつかんでいるようなものだ。」ニールが本当に順調に仕事をこなしていたにもかかわらず、デヴィッドは、ほとんどの批評家や他の人々が、『今宵その夜』から読み取るべきこと、つまりアーティストが大きな成長を遂げたということを単に読み損ねていると感じていた。ニールは、彼の居間でのこの会話中に入ってきた。デビッドが話を止めたとき、ニールは「オリジナルを持っているの? 紛失したと思っていた。見つけることができなかったんだ。いつか出すよ、あのオリジナル」と言った。
アルバムのために集められたバンドは、サンタモニカ・フライヤーズとして知られていた。ヤング、ベン・キース、ニルス・ロフグレン、そしてクレイジー・ホースのリズムセクションであるビリー・タルボットとラルフ・モリーナがメンバーだった。上記のように、 1曲はクレイジー・ホースとの以前のツアーの録音から、もう1曲は『ハーヴェスト』のバンド、ストレイ・ゲイターズとの以前のセッションからのものである。

## ライナーノーツ
『今宵その夜』の初期のオリジナルのレコードには、ヤングが書いた不可解なメッセージが同梱されている：「すみません。あなた方はこの人々を知りません。あなたにとって何の意味もありません。」
ライナーの表面には、「ウォーターフェイス」と呼ばれる人物への手紙があり、サイド1のランアウト・グルーブには "Hello Waterface" というメッセージが刻まれ、サイド2のランアウトグルーブには "Goodbye Waterface" と書かれている。この人物の身元についての説明はなり。ジミー・マクドナーの Shakey の中で、ヤングは「ウォーターフェイスは手紙を書いている人物だ手紙を読むとき、私はウォーターフェイスだ。それはただのばかげたことだ - 自殺しない遺書だ」と語っている。ライナーのロイ・オービソンの写真は、ヤングが見つけたブートレグ・テープから取ったもので、オービソンがブートレグの存在を知らなかった可能性が高いことを残念に思い、彼が見ることができるようにそれをライナーに印刷した。
ライナーの裏には、1年前にリリースされたヤングのアルバム『渚にて』のクレジットにテキストが重ねられている。このテキストは、「フロリダ」というタイトルの『ホームグロウン』時代の未発表曲の歌詞だと言われており、マクドナーは「ヤングまたは（ベン）キースのどちらかがグラスの縁濡れた指を擦って出す金切り声の伴奏に合わせた意味のない話し言葉の夢だ」と特徴付けている。
畳まれたライナーを広げると、片面全体に全てにオランダ語で書かれた長文の記事が掲載されている。これは、オランダのロック音楽雑誌 Muziekkrant OOR の、オランダ人のジャーナリスト、コンスタント・マイヤーズによる『今宵その夜』ライブのレビューである。1976年、ヤングはそれを印刷することについて「自分では何も理解していなかったので、当時の私のように誰かが病気でめちゃくちゃになっているときは、とにかくすべてがオランダ語なのです」と語った。マイヤーズはその後、カリフォルニアのヤングの牧場で一週間過ごした。この訪問中、ヤングは、彼を訪ねていたオランダ人の女の子がその話を翻訳し、「世界の反対側にいる誰かが 彼が言おうとしていることを正確に理解している」ことを意識して、この記事を選んだのだと説明した。
このレコードのリプリーズ・レコードのラベルは、通常のオレンジ色ではなく白黒で印刷されているが、これは、ヤングが1994年の『スリープス・ウィズ・エンジェルズ』のCDのラベルアートで再び行った処理と同じである。スリーブの初期の版は吸取紙で作られていた
Shakey の中でヤングは、ライナーとともに、リスナーがレコードを取り出したときにこぼれることを意図してスリーブの内側にラメの小さなパッケージがあったと主張している（「我々のボウイ声明」）。しかし、マクドナーもヤングの蒐集家であるジョエル・バーンスタインも、ラメのパッケージが入った『今宵その夜』をまだ見つけていない。

## 評論家の反応
| 専門評論家によるレビュー  | 専門評論家によるレビュー |
| レビュー・スコア          | レビュー・スコア         |
| 出典                      | 評価                     |
| ------------------------- | ------------------------ |
| オールミュージック        | [ 7 ]                    |
| Christgau's Record Guide  | A                        |
| ピッチフォーク            | 10/10                    |
| ローリング・ストーン      | [ 10 ]                   |
| Rolling Stone Album Guide | [ 11 ]                   |

デイヴ・マーシュはオリジナルのローリング・ストーン誌のレビューで
この音楽は、最近では『血の轍』だけが匹敵する、手に負えないファースト・テイクの粗野な感覚があり、まるでヤングが荒廃のぎざぎざのエッジを強調するために、その究極の威厳を逃してほしいと望んでいるかのようです。 [...]ヤングの初期のどの曲やアルバムよりも（落胆した『渚にて』や、陰気で憎悪に満ちた『時は消え去りて』よりも）、『今宵その夜』は死と災害に囚われている。 [...]退却の感覚も、謝罪も、言い訳も、四分の一も与えられていない。どちらかといえば、これらは新しい攻撃性を備えた古いアイデアである。音楽のぎくしゃくした感じ、ずさんでまとまりのない (しかし明らかに構造化された) 感覚は、明確に計算されてものである。
と書いている。
1983年版の『ニュー・ローリング・ストーン・レコード・ガイド』に掲載されたフォローアップ・レビューで、マーシュは次のように書いている：
このレコードは、ヒッピー後、ベトナム戦争後でのカウンターカルチャーの理想主義の終焉と、ドラッグ、暴力、ねじれたセクシュアリティを通じて、ある世代が長くゆっくりと排水溝に流れ落ちる様子を記録している。これは、ヤングの唯一の概念的にまとまったレコードであり、素晴らしいものである。

『ポップマターズ』のクリス・ファロンは、「『今宵その夜』は、私が決して飽きることのない珍しいレコードの一枚です」と述べている。

## 収録曲
特記あるものを除き、全曲ニール・ヤングが作詞作曲。
| #  | タイトル | 作詞・作曲                         | バックバンド               | 時間 |
| -- | --- | ---------------------------------- | -------------------------- | ---- |
| 1. | 「今宵その夜 Tonight's the Night」                                                                                            |                                    | サンタモニカ・フライヤーズ | 4:39 |
| 2. | 「スピーキン・アウト Speakin' Out」                                                                                           |                                    | サンタモニカ・フライヤーズ | 4:56 |
| 3. | 「ワールド・オン・ア・ストリング World on a String」                                                                          |                                    | サンタモニカ・フライヤーズ | 2:27 |
| 4. | 「ボロード・チューン Borrowed Tune」                                                                                          |                                    |                            | 3:26 |
| 5. | 「レッツ・ゴー・ダウンタウン Come on Baby Let's Go Downtown」(ニューヨーク市のフィルモア・イーストでライブ録音、1970年3月7日) | ニール・ヤング、ダニー・ウィッテン | クレイジー・ホース         | 3:35 |
| 6. | 「メロー・マイ・マインド Mellow My Mind」                                                                                     |                                    | サンタモニカ・フライヤーズ | 3:07 |

| #  | タイトル                                                          | 作詞・作曲 | バックバンド               | 時間 |
| -- | ----------------------------------------------------------------- | ---------- | -------------------------- | ---- |
| 1. | 「ロール・アナザー・ナンバー Roll Another Number (For the Road)」 |            | サンタモニカ・フライヤーズ | 3:02 |
| 2. | 「アルバーカーキー Albuquerque」                                  |            | サンタモニカ・フライヤーズ | 4:02 |
| 3. | 「ニュー・ママ New Mama」                                         |            | サンタモニカ・フライヤーズ | 2:11 |
| 4. | 「ルックアウト・ジョー Lookout Joe」                              |            | ストレイ・ゲイターズ       | 3:57 |
| 5. | 「タイアド・アイズ Tired Eyes」                                   |            | サンタモニカ・フライヤーズ | 4:38 |
| 6. | 「今宵その夜 Tonight's the Night」(Part II)                       |            | サンタモニカ・フライヤーズ | 4:52 |

## 参加ミュージシャン
- ニール・ヤング – ボーカル、ギター（1-3, 1-5, 1-6, 2-1, 2-2, 2-3, 2-4, 2-5）、ピアノ（1-1, 1-2, 1-4, 1-6, 2-6）、ヴィブラフォン（2-3）
- ベン・キース（英語版） – ペダル・スティール・ギターとボーカル（1-1, 1-2, 2-1, 2-2, 2-5）、ペダル・スティール・ギター（2-2, 2-6）、ボーカル（2-3）、スライドギターとボーカル（2-4）
- ニルス・ロフグレン（英語版） – ピアノ（1-3, 1-6, 2-1, 2-2, 2-3, 2-5）、ボーカル（2-1, 2-2, 2-5）、ギター（1-1, 1-2, 2-6）
- ダニー・ウィッテン（英語版） –ボーカルとエレクトリック・ギター（1-5）
- ジャック・ニッチェ – エレクトリック・ピアノ（1-5）、ピアノ（2-4）
- ビリー・タルボット（英語版） – ベース（1-4, 2-3, 2-4を除く全トラック）
- ティム・ドラモンド（英語版） – ベース（2-4）
- ラルフ・モリーナ（英語版） – ドラムスとボーカル（1-4, 2-4を除く全トラック）
- ケネス・バトリー（英語版） – ドラムス（2-4）
- ジョージ・ウィッツェル – ボーカル（2-3）

## チャート
| チャート（1975年）                               | 最高 順位 |
| ------------------------------------------------ | --------- |
| オーストラリア（ケント・ミュージック・レポート） | 42        |
| アメリカ ビルボード トップLP＆テープ             | 25        |
| 全英アルバムチャート                             | 48        |
| カナダ RPM 100 Albums                            | 12        |
| フランス アルバムチャート                        | 11        |
| 日本 アルバムチャート                            | 61        |
| オランダ MegaCharts Albums                       | 10        |
| アメリカ キャッシュボックス誌トップ100アルバム   | 19        |
| アメリカ Record World アルバムチャート           | 39        |

年間アルバムチャート
| チャート（1975年）         | 順位 |
| -------------------------- | ---- |
| カナダ年間アルバムチャート | 75   |

## 認定
| 国/地域                                             | 認定   | 認定/売上数 |
| --------------------------------------------------- | ------ | ----------- |
| オーストラリア (ARIA)                               | Gold   | 35,000^     |
| イギリス (BPI)                                      | Silver | 60,000*     |
| * 認定のみに基づく売上数 ^ 認定のみに基づく出荷枚数 |        |             |

## カバー
2018年に、オーストラリアのシンガー＝ソングライターであるエマ・スウィフトが、ポニー・ボーイ（ロサンゼルスのシンガー＝ソングライター、マーシェル・ブラダニーニのレコーディング用の別名）とのスプリット7インチシングルで「メロー・マイ・マインド」をカバーした。
バーモント州のバンド、フィッシュは「アルバーカーキー」を16回カバーした。